# .sc
.sc је највиши Интернет домен државних кодова (ccTLD) за Сејшеле.